# Das verrückte Strandhotel
Das verrückte Strandhotel (auch: Dirndljagd am Kilimandscharo) ist ein deutscher Erotikfilm des Regisseurs Franz Marischka aus dem Jahr 1983. Uraufführung war am 12. August 1983.

## Handlung
In dem afrikanischen Urlaubshotel „Leisure Lodge“ finden sich verschiedene deutsche Touristen ein. Geschäftsmann Harry Weber will ungestört seine Sekretärin Julia verführen, doch ohne sein Wissen ist auch seine Ehefrau Melanie eingekehrt, um den Skifahrer Toni zu betören.
Auch Webers Geschäftspartner, der Industrielle Pfefferkorn, taucht hier auf, und Webers Sekretärin bemüht sich um seinen Sohn Florian. Harry bekommt von einem Freund das Callgirl Christine zugeschoben, doch auch Pfefferkorn ist hinter ihr her. Friseurin Agathe erkennt als erste die Zusammenhänge und nutzt ihr Wissen geschäftlich aus. Schließlich kommt auch noch Tonis Verlobte Resi an und macht die Verwirrung komplett.

## Songs
- Chor: Waikiki
- Karl Dall: Liebling der Nation
- Olli Maier: Ich pfeif auf Aerobic

## Produktionsnotizen
Der Film wurde laut IMDb in der Nähe von Mombasa, laut Filmportal.de in Nairobi und Umgebung gedreht. Als Das verrückte Strandhotel lockte er nur 100.000 Zuschauer an, unter dem neuen Titel Dirndljagd am Kilimandscharo aber mehr als eine Million. Am 15. Februar 1986 war er bei RTL erstmals im Fernsehen zu sehen. Auch dort erschien der Film mehrfach unter beiden Titeln.

## Kritiken
„Dieser Film ist wirklich mies. Wenig Handlung und wenig gute Einfälle sorgen für viel Langeweile. Ein paar interessante Schauspieler hat der Film zu bieten, ansonsten nichts.“

„Der Hauptclou besteht im Rollentausch von Paaren, der mit haarsträubender Dummheit inszeniert und auf primitivstem Schwankniveau durchgespielt wird. Die Einheimischen und ihre Kulttänze werden als Attraktionskulisse schamlos mißbraucht. Die drittrangige Besetzung ist dem Film angemessen.“

„Dirndljagd am Kilimandscharo ist vor allem vom unausweichlichen Overacting der beteiligten Protagonisten geprägt, die möglicherweise permanent unter Drogen standen und sicherlich eine Mordsgaudi bei den turbulenten Dreharbeiten gehabt haben müssen. Die Frage nach einer etwaigen Sinnhaftigkeit sollte man schon während des Vorspannes zu den Akten legen und diese einer entsetzten Nachwelt überlassen.“

Im August 2019 wurde der Film im Rahmen der Tele-5-Reihe Die schlechtesten Filme aller Zeiten gezeigt.